# Radikal 3
Radikal 3 mit der Bedeutung „Punkt“ ist eines von sechs der 214 traditionellen Radikale der chinesischen Schrift, die mit nur einem Strich geschrieben werden.
Mit 4 Zeichenverbindungen in Mathews’ Chinese-English Dictionary gibt es nur sehr wenige Schriftzeichen, die unter diesem Radikal in den Lexika zu finden sind. Auch im Kangxi-Wörterbuch finden sich nicht mehr als 10 Schriftzeichen unter diesem Radikal.
Das Radikal 3 gehört als Punkt (点 diǎn) zu den acht Prinzipien des Schriftzeichens 永 (永字八法 Yǒngzì Bāfǎ), die Grundlage der chinesischen Kalligrafie sind. Die aktuelle Form des Schriftzeichens in Form eines Tropfens stammt vom Gebrauch des Schreibpinsels. Ursprünglich hatte es die Form eines kleinen Kreises.

## Schriftzeichenverbindungen, die vom Radikal 3 regiert werden
| Striche | Zeichen |
| ------- | ------- |
| +0      | 丶      |
| +01     | 丷      |
| +02     | 丸      |
| +03     | 丹 为   |
| +04     | 主 丼   |
| +07     | 丽      |
| +08     | 举      |

 Im Unicodeblock Kangxi-Radikale ist das Radikal 3 unter der Codepointnummer 12.034 (U+2F02) codiert.